# Canal Neeva
Le canal Neeva (en estonien : Neeva kanal) est un canal dans le comté de Järva en Estonie.

## Présentation
Le canal fait 28 km de long, son bassin versant est de 153,7 km². 
Le canal est un affluent gauche de la rivière Prandi jõgi.
Le canal a été construit dans le but de drainer les terres.
Le canal commence dans la forêt derrière le manoir Müüsleri, dans le village de Müüsleri, à un demi-kilomètre au sud-ouest du manoir. 
C'est vraisemblablement à l'époque de Johann Georg von Grünewaldt, propriétaire du manoir Koig (à la fin du XVIIIe siècle), que s'est fait le dragage et le creusement direct d'un petit ruisseau qui coulait auparavant dans un lit naturel, qui devint plus tard le canal Neeva, 
Le canal a été considérablement approfondi et redressé vers 1910 et 1960.